# Martin Lehnert (Anglist)
Martin Lehnert (* 20. Juni 1910 in Neukölln; † 4. März 1992 in Berlin-Köpenick) war ein deutscher Anglist, Mediävist und Shakespeare-Forscher. Er wirkte von 1948 bis 1951 als Professor für Anglistik an der Universität Greifswald und von 1951 bis 1975 als Professor für Anglistik und Amerikanistik an der Humboldt-Universität zu Berlin. Darüber hinaus fungierte er von 1963 bis 1985 als Präsident der Deutschen Shakespeare-Gesellschaft in Weimar.

## Leben
Martin Lehnert wurde 1910 in Neukölln geboren, das damals noch nicht nach Berlin eingemeindet war, und legte dort 1930 auch das Abitur ab. Anschließend absolvierte er von 1930 bis 1935 an der Friedrich-Wilhelms-Universität ein Studium der Anglistik, Germanistik, Romanistik und Philosophie. 1936 bestand er das Staatsexamen in den Fächern Englisch, Deutsch und Französisch. Er erlangte im gleichen Jahr an der Universität Berlin auch die Promotion mit einer anglistischen Arbeit und trat eine Stelle als Assistent beziehungsweise ab 1939 als Oberassistent im Englischen Seminar der Universität Berlin an. Am 10. August 1937 beantragte er die Aufnahme in die NSDAP und wurde rückwirkend zum 1. Mai desselben Jahres aufgenommen (Mitgliedsnummer 4.834.383).
1944 wurde er in Berlin im Fach Anglistik habilitiert. Nach dem Ende des Zweiten Weltkrieges übernahm er von 1948 bis 1951 eine außerordentliche Professur für Anglistik an der Universität Greifswald. Von 1951 bis 1975 wirkte er dann als ordentlicher Professor für Anglistik und Amerikanistik an der Humboldt-Universität zu Berlin, darunter von 1957 bis 1961 als Dekan der Philosophischen Fakultät. Ab 1953 fungierte er als Herausgeber der „Zeitschrift für Anglistik und Amerikanistik“. Darüber hinaus war er von 1963 bis 1985 Präsident sowie anschließend Ehrenpräsident der in Weimar ansässigen Deutschen Shakespeare-Gesellschaft. Er starb 1992 in Berlin.

## Wissenschaftliches Wirken
Schwerpunkte des wissenschaftlichen Arbeit von Martin Lehnert waren die Sprach- und die Grammatiktheorie, die Dialektologie, die historische Linguistik und die Soziolinguistik sowie die Lexikologie und die Lexikografie. Seine private Sammlung mit einem Umfang von etwa 2200 Bänden, die zahlreiche Briefe seiner Korrespondenzpartner enthält, wurde als Teilnachlass von der Universitätsbibliothek der Technischen Universität Chemnitz erworben und wird dort seit April 2008 im Rahmen eines von der Deutschen Forschungsgemeinschaft geförderten Projekts erschlossen.

## Auszeichnungen und Gedenken
Martin Lehnert gehörte ab 1961 als ordentliches Mitglied der Deutschen Akademie der Wissenschaften zu Berlin an und erhielt 1964 zusammen mit Robert Weimann und Anselm Schlösser den Nationalpreis der DDR. 1960 wurde er mit dem Vaterländischen Verdienstorden in Silber und 1975 in Gold ausgezeichnet. Die Deutsche Shakespeare-Gesellschaft verleiht ihm zum Gedenken seit 1997 den Martin-Lehnert-Preis an Studenten beziehungsweise junge Wissenschaftler, „die sich in herausragender Weise mit Shakespeares Werk und Wirkung oder mit der Kultur der Shakespeare-Zeit und ihrer Rezeption beschäftigt haben“.

## Schriften (Auswahl)
- als Bearbeiter und Herausgeber: Wilhelm Horn: Laut und Leben. Englische Lautgeschichte der neueren Zeit (1400–1950). 2 Bände. Deutscher Verlag der Wissenschaften, Berlin 1954.
- als Herausgeber: Geoffrey Chaucer: Canterbury-Erzählungen. Rütten & Loening, Berlin, 1963
- Altenglisches Elementarbuch. Einführung, Grammatik, Texte mit Übersetzung und Wörterbuch (= Sammlung Göschen. 1125). de Gruyter, Berlin 1939 (ab der 8., verbesserten Auflage als Sammlung Göschen Nr. 5125, ab der 9., verbesserten Auflage als Nr. 2210; 10. Auflage. ebenda 1990, ISBN 3-11-012471-8).
- Poetry and Prose of the Anglo-Saxons. 2 Bände. Deutscher Verlag der Wissenschaften, Berlin 1955–1956;
  - Band (1): A Text-Book. With Introductions, Translations, Bibliography and an Old English Etymological Dictionary. 1955;
  - Band (2): Dictionary. 1956.
- Der englische Grundwortschatz. Verlag Enzyklopädie, Leipzig 1971, (8., korrigiert Auflage. ebenda 1989).
- Rückläufiges Wörterbuch der englischen Gegenwartssprache. = Reverse Dictionary of present-day English. Verlag Enzyklopädie, Leipzig 1971, (3., unveränderte Auflage. ebenda 1983).
- Slawisches Wortgut im Englischen. In: Heinrich Scheel (Hrsg.): Slawistik in der DDR 1977. Dem Wirken Hans Holm Bielfeldts gewidmet (= Sitzungsberichte der Akademie der Wissenschaften der DDR. G, 1977, 8, ISSN 0138-4015). Akademie-Verlag, Berlin 1977, S. 17–61.
- als Übersetzer und Herausgeber: Beowulf. Ein altenglisches Heldenepos. Insel-Verlag, Leipzig 1986, (mehrere Auflagen).
- Anglo-Amerikanisches im Sprachgebrauch der DDR. Akademie-Verlag, Berlin 1990, ISBN 3-05-000985-3.